# Прецакването
„Прецакването“ (на английски: The Score) е филм за обири от 2001 г. на режисьора Франк Оз, по сценарий на Даниел Е. Тейлър, Карио Салем, Лем Добс и Скот Маршъл Смит и по сюжета на Даниел Е. Тейлър и Карио Салем. Във филма участват Робърт Де Ниро, Едуард Нортън, Анджела Басет и Марлон Брандо в последната му филмова роля. Това е единствения път, в който Брандо и Де Ниро се появяват заедно на екрана. Филмът е пуснат по кината в САЩ на 13 юни 2001 г., и на VHS и DVD на 11 декември от Paramount.

## Актьорски състав
| Актьор         | Роля       |
| -------------- | ---------- |
| Робърт Де Ниро | Ник Уелс   |
| Едуард Нортън  | Джак Телър |
| Марлон Брандо  | Макс       |
| Анджела Басет  | Даян       |
| Гари Фармър    | Бърт       |
| Джейми Харолд  | Стивън     |
| Пол Солес      | Дани       |

## В България
В България филмът е пуснат на 30 септември 2001 г. от Съни Филмс.
През 2002 г. издаден на VHS от Александра Видео.
На 14 юни 2009 г. е излъчен по Нова телевизия с български дублаж, записан в Арс Диджитал Студио. Екипът се състои от:
| Преводач            | Веселина Александрова                                      |
| Тонрежисьор         | Михаил Михайлов                                            |
| Режисьор на дублажа | Венета Маринова                                            |
| Озвучаващи артисти  | Татяна Захова Симеон Владов Владимир Пенев Николай Николов |